# عصفلدين منحني
العِصْفَلْدِين المنحني (باللاتينية: Asphodeline recurva) نوع نباتي ينتمي إلى جنس العِصْفَلْدِين من الفصيلة الزانثوروية (باللاتينية: Xanthorrhoeaceae).

## الموئل والانتشار
الموئل الأصلي لهذا النوع المشرق العربي وتركيا بما في ذلك الأقاليم السورية الشمالية في تركيا حالياً.